# Fenotipo (medicina clínica)
En un sentido nosológico, el término fenotipo se puede usar en medicina clínica para hablar sobre la presentación de una enfermedad. El concepto complementario a este respecto es el endotipo, que se refiere a la patogénesis de la enfermedad ignorando su presentación. 
En este contexto, un fenotipo sería cualquier característica o rasgo observable de una enfermedad, como la morfología, el desarrollo, las propiedades bioquímicas o fisiológicas, o el comportamiento, sin ninguna implicación de un mecanismo. Un fenotipo clínico sería la presentación de una enfermedad en un individuo dado. 
Algunas organizaciones tienen su propio significado especializado. Por ejemplo, el término 'fenotipo' en el campo de la enfermedad pulmonar obstructiva crónica (EPOC) significa "una sola combinación de atributos de la enfermedad que describe las diferencias entre los individuos con EPOC en relación con resultados clínicamente significativos", pero casi todas las especialidades usan este significado de alguna manera, como en la investigación del asma.

## Etimología
La palabra fenotipo proviene del griego phainein, que significa 'mostrar', y typos, que significa 'tipo'. Normalmente se refiere a la presentación de un rasgo en un individuo, pero en este caso significa la presentación de una entidad de enfermedad. 